# Резолюция 167 на Съвета за сигурност на ООН
Резолюция 167 на Съвета за сигурност на ООН е приета на 25 октомври 1961 г. по повод кандидатурата на Ислямска република Мавритания за членство в ООН. С Резолюция 166 Съветът за сигурност препоръчва на Общото събрание на ООН Ислямската република Мавритания да бъде приета за член на Организацията на обединените нации.
Резолюцията е приета с мнозинство от 9 гласа „за“ срещу 1 „против“ от страна на Обединената арабска република и при 1 „въздържал се“ - Съветския съюз.